# Bulletstorm
Bulletstorm är ett first person shooter-spel utvecklat av People Can Fly och Epic Games, och är publicerad av Electronic Arts. Spelet finns till Playstation 3, Xbox 360 och Microsoft Windows. Spelet släpptes i Sverige den 24 februari 2011. En remastrad version utgiven av Gearbox Software med titeln Bulletstorm: Full Clip Edition släppte till Playstation 4, Xbox One och Steam. En Nintendo Switch-version släpptes med alla DLC med titeln Bulletstorm: Duke of Switch Edition 30 augusti 2019 där man kan välja att spela som Duke Nukem.

## Röstskådespelare
- Steve Blum - Grayson Hunt
- Andrew Kishino - Ishi Sato
- Jennifer Hale - Trishka Novak
- Anthony De Longis - General Sarrano
- Robin Atkin Downes - Doc Oliver / Novak / Skulls
- Fred Tatasciore - Skulls / Flytrap
- Chris Cox - Rell
- Jon Olsen - Burnouts / Burnout Boss / Skulls
- Dave Wittenberg - Ratface / Creeps
- Joe Thomas - Kei
- Brian Bloom - Heavy Echo Trooper
- Julie Nathanson - Newsbot / Computer
- Jon St. John - Duke Nukem